# Володимир (Благоразумов)
Єпископ Володимир (у світі Йосип Іванович Благоразумов; 1845, Пензенська губернія - 1914, Ніжин, Чернігівська губернія) - єпископ Російської православної церкви, єпископ Благовіщенський і Приамурський, духовний письменник. Магістр богослов'я.

## Біографія
Йосип Благорозумів народився 3 (15) квітня 1845  року в сім'ї диякона Пензенської єпархії.
Закінчив Пензенську духовну семінарію і 14 листопада 1866 був висвячений на священика до храму міста Городище Пензенської губернії. У 1877 році овдовів.
Під час російсько-турецької війни брав участь у діяльності місцевого відділення товариства Червоного Хреста.
У 1882 році закінчив Казанську духовну академію зі ступенем кандидата богослов'я та з правом здобуття ступеня магістра; був затверджений у ступені магістра богослов'я лише 31 грудня 1896 року.
У 1882-1887 роках був наглядачем Пензенського духовного училища.
У 1887-1891 роки викладав Святе Письмо у Волинській духовній семінарії; 14 серпня 1888 року пострижений у чернецтво. В цей час був також головою Ради Богоявленського Свято-Миколаївського братства, редактор  газети «Почаївський листок». У 1891-1897 роки викладав Святе Письмо в Кишинівській духовній семінарії; був членом кишинівського місіонерського товариства та Трьохсвятського братства.
З 1 грудня 1897 був визначений старшим членом Санкт-Петербурзького духовно-цензурного комітету зі зведенням в сан архімандрита.
4 лютого 1901 року в Казанському соборі Санкт-Петербурга хіротонізований на єпископа Сарапульського, першого вікарія Вятської єпархії. Чин хіротонії здійснили митрополит Санкт-Петербурзький і Ладозький Антоній (Вадковський), митрополит Московський і Коломенський Володимир (Богоявленський), архієпископ Холмський і Варшавський Ієронім (Екземплярський) та єпископ Кишинівський та Хотинський Яків.
З 5 квітня 1902 року - єпископ Михайлівський, вікарій Рязанської єпархії.
3 листопада 1906 був призначений єпископом Приамурським і Благовіщенським; 22 травня 1909 року за хворобливим станом звільнено від управління єпархією на спокій. За роки його правління в єпархії була відкрита амбулаторія при Іллінській церкві-школі (1907) та недільна школа при Пророко-Іллінській школі (1908), освячена новозбудована церква-трапезна при Будундинському Успенському монастирі (1907), засновано Градо-Благовіщенський Богородично-Албазинський жіночий гуртожильний монастир (1908).
Керував Теребенською в ім'я святого Миколи Чудотворця пустелею, потім жив у Макаріївому в ім'я Святої Трійці монастирі в Калязіні. З 9 листопада 1912 був настоятелем Ніжинського Благовіщенського монастиря, де і помер 25 вересня (8 жовтня) 1914 року; похований у монастирі.

## Твори
- «Святой Афанасий Александрийский. Его жизнь, учено-литературная и полемико-догматическая деятельность». Магистерская диссертация. — Кишинёв, 1895.
- «Основы христианского воспитания детей». — СПб., 1900.
- «Иосиф Семашко, митрополит Литовский, главный деятель по воссоединению Западно-русских униатов с Православной Церковью». — СПб., 1900.
- Великое дело освобождения южных славян от турецкого ига: (Слова, поучения и речи по поводу событий 1876—1878). — СПб., 1900.
- Избранные проповеди и статьи религиозно-нравственного содержания. — СПб., 1901.
- «Чудесные знамения Почаевской иконы Божией Матери».
- Св. равноапостольный великий князь Владимир.
- Несколько мыслей по поводу воссоединения с Православной Церковью чехов на Волыни.
- Краткий очерк жизни и деятельности преп. Иова, игумена Почаевского.
- Вечерние духовно-назидательные чтения в Почаевской Лавре. (Мысли и желания по этому поводу).
- Пастырские труды за тридцать пять лет служения св. Церкви. (1866—1901).
- «Религиозно-нравственные внебогослужебные чтения и собеседования при Волынской духовной семинарии».
- О необходимости воспитания детей в духе православия и русской народности.
- Христианский взгляд на гостеприимство.
- Слово в день празднования Феодоровской иконы Божией Матери. — Рязань, 1905.

## Нагороди
- Орден Святої Анни 2-го та 1-го ступенів
- Орден Святого Володимира 3-го ступеня